# Maur de Valleville
Maur de Valleville (né à Tours, mort le 28 février 1472), est un ecclésiastique qui fut évêque de Maguelone de 1453 à 1472.

## Biographie
Maur de Valleville ou de Malleville est originaire de Tours. Chanoine du chapitre de Maguelone, il est nommé évêque en 1453 et consacré l'année suivante par Louis d'Harcourt l'archevêque de Narbonne assisté par Pierre III Bureau, évêque de Béziers et Étienne Roupy de Cambrai, évêque d'Agde.
En 1456, il concède un fief aux habitants de Frontignan, une limite de pêche et acquiert des terroirs de l'abbé d'Aniane. Il assiste au Puy aux États du Languedoc le 5 avril 1464 et meurt le 28 février 1472 après avoir légué à son église ses ornements épiscopaux et au chapitre sa bibliothèque.